# Jean Ferrand
 (octobre 2015).
Pour les articles homonymes, voir Ferrand.
Temple de la renommée français : 2008
Jean Ferrand (né le 25 novembre 1930 à Gap et mort dans cette même ville le 11 novembre 1990) est un joueur et dirigeant français de hockey sur glace.

## Carrière

### Joueur
- Gardien de but du Gap Hockey Club de 1945 à 1956.

### Dirigeant
- Président du Club de Gap de 1954 à 1971.

- Président du Comité National du hockey sur glace français de 1970 à 1983. À ce titre, il représente la France au sein du Conseil de l’IIHF (International Ice Hockey Federation). Pendant ces treize années, il n'aura de cesse de développer le hockey sur glace dans le pays, de former les jeunes hockeyeurs et de faire évoluer l'équipe nationale du groupe C vers le groupe A. Il s'occupe également du développement du corps arbitral et de la protection des arbitres.

- Il succède au Colonel Pierre Courbe-Michollet comme président de la Fédération française des sports de glace (dont dépendait le hockey à l'époque) de 1984 à sa mort en novembre 1990. Dirigeant très apprécié, surnommé affectueusement « Jeannot », il a été l’élément fédérateur du hockey sur glace français dans les années 1980 au moment où la discipline faisait sa mutation vers le professionnalisme. Pendant sa présidence, il participe à l'organisation des championnats du monde de patinage artistique en mars 1989 organisés au Palais omnisports de Paris-Bercy.

## Honneurs reçus
- Le trophée de meilleur gardien de la ligue Magnus porte son nom.
- Admis au Temple de la renommée du hockey français dès sa création en 2008.